# Юрьевский переулок (Москва)
Ю́рьевский переу́лок расположен в Юго-Восточном административном округе Москвы в районе Лефортово. Появился в конце XIX века. Назван по соседству с Юрьевской улицей, от которой начинается, улица же, предположительно, получила название по фамилии домовладельца. Проходит с севера на юг до Авиамоторной улицы напротив Боровой улицы и оканчивается выходом на Авиамоторную улицу. Справа отходят Сторожевая и 2-я Синичкина улицы, слева — улица Дворникова.

## Примечательные здания и сооружения
По нечётной стороне:
- № 13 — поликлиника № 13; филиал № 2 диагностического центра № 3.
- № 13а, строения 1,2,3 — комплекс складов и гаражей Снабгрэсса (1934 год, архитектор В. Н. Никольский), объект культурного наследия регионального значения.
- № 17 — заправка Shell.
- № 19 — Калининская участковая ветеринарная лечебница.

По чётной стороне:
- № 8а — детский сад № 471
- № 20 — психоневрологический диспансер № 12.
- № 22, корп. 1 — универсам.

## Транспорт
По переулку осуществляется двустороннее движение транспорта (одна полоса в каждую сторону). Предусмотрены места для парковки на обочинах, не затрудняющие движение. Здесь курсируют автобусы 695, 730. Рядом с переулком проходят пути Казанского/Рязанского направления Московской железной дороги. По адресу Юрьевский переулок, 19 расположена пассажирская платформа «Сортировочная». К западу от переулка расположена станция метро «Лефортово».

## Галерея

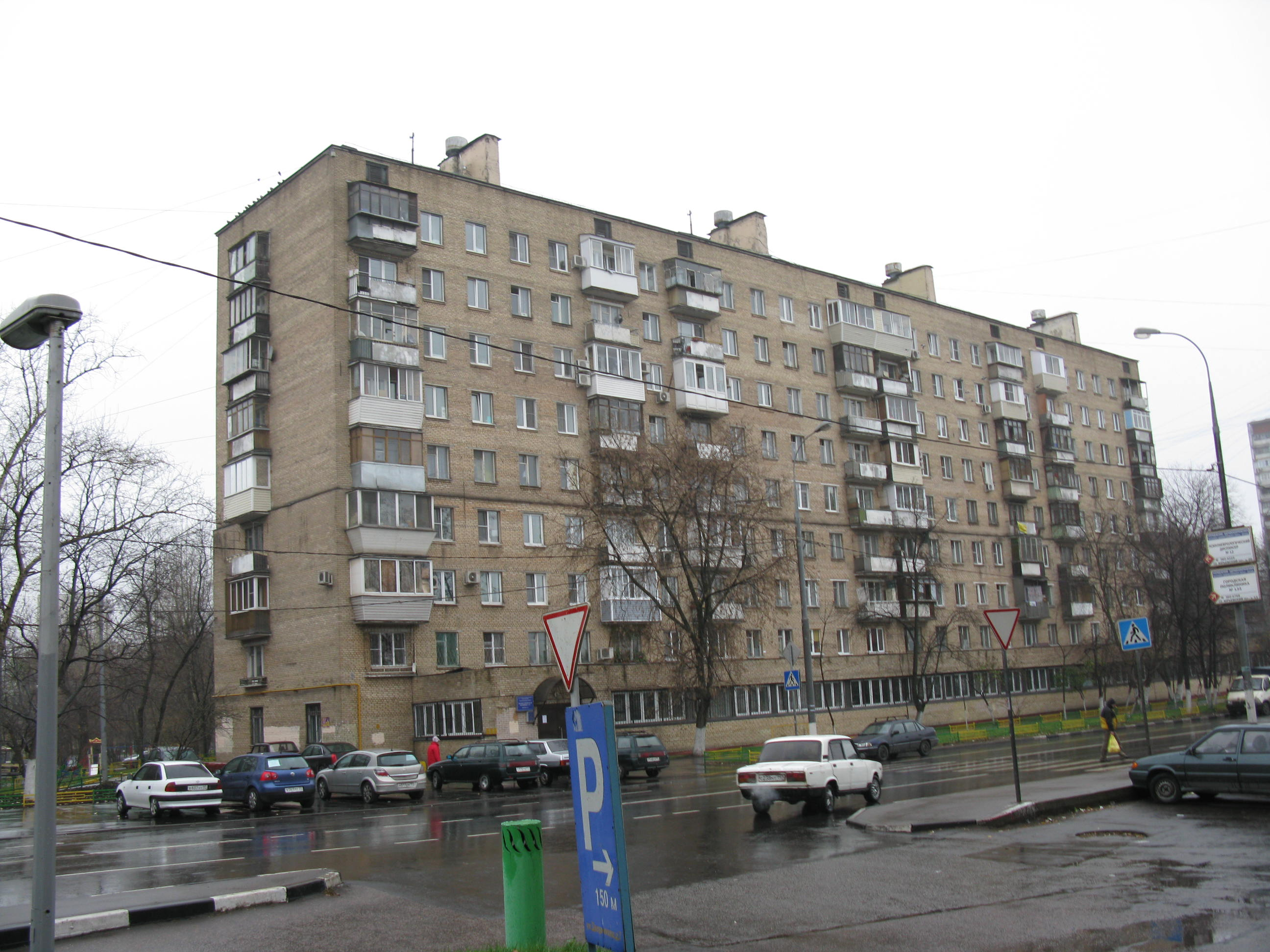
Жилой дом № 20 в Юрьевском переулке